# سلمى الحاج
سلمى الحاج إعلامية لبنانية في قناة الميادين الفضائية.

## مسيرته
ابنة راشيا الوادي حائزة على الشهادتين في الاعلام والعلوم السياسية دخلت في قناة الجديد وعملت كمراسلة لاربع سنوات إضافة إلى برنامجها الأسبوعي على طاولة الحوار عبر اثير إذاعة صوت بيروت واستضافتها للعديد من السياسين والمحللين اليوم سلمى الحاج مذيعة في قناة الميادين لغسان بن جدو ومراسلة مع مكاتب الخارج في القناة نفسها. الاعلامية سلمى الحاج متزوجة من ابن شقيقة الوزير السابق وئام وهاب وهو رائد في الحرس الجمهوري اللبناني، ولديها طفل واحد.